# چرای چرخشی

چرای چرخشی گاو و گوسفند در میسوری با مرتع تقسیم‌شده به پادوکها که هر کدام به نوبه خود برای مدتی چرا می‌کردند و سپس استراحت می‌کردند.

در کشاورزی، چرای چرخشی (به انگلیسی: Rotational grazing)، برخلاف چرای پیوسته، بسیاری از سیستم‌های مرتع را توصیف می‌کند که طی آن دام‌ها به بخش‌هایی از مرتع که به آن پادوک می‌گویند منتقل می‌شوند، در حالی که بخش‌های دیگر استراحت می‌کنند. هر پادوک باید تمام نیازهای دام مانند غذا، آب و گاهی سایه و سرپناه را تأمین کند. این رویکرد اغلب خروجی‌های کمتری نسبت به عملیات‌های کشاورزی فشرده‌تر دامداری تولید می‌کند، اما به نهاده‌های کمتری نیاز دارد و بنابراین گاهی درآمد خالص مزرعه‌ای بالاتری را برای هر جانور ایجاد می‌کند.

## رویکرد

نمودار چرای چرخشی، نشان‌دهنده استفاده از پادوک‌ها، که هر کدام غذا و آب برای دام برای یک دوره انتخابی فراهم می‌کنند.

در چرای چرخشی، دام‌ها به بخش‌هایی از مرتع به نام پادوک منتقل می‌شوند، در حالی که بخش‌های دیگر استراحت می‌کنند. هدف این است که به گیاهان مرتعی و خاک فرصت داده شود تا بازیابی شوند.
درمان مراتع بومی ممکن است به ترکیبی از سوزاندن و چرای چرخشی نیاز داشته باشد.
چرای چرخشی را می‌توان با نشخوارکنندگانی مانند گاو یا گاو شیری، گوسفند یا بز یا حتی خوک استفاده کرد. گله‌ها یک بخش از مرتع یا یک پادوک را می‌چرند، در حالی که به بقیه اجازه می‌دهند بهبود پیدا کنند. مدت زمان چرای پادوک به اندازه گله و اندازه پادوک و عوامل محیطی محلی بستگی دارد. استراحت دادن به چراگاه‌ها به گیاه اجازه رشد مجدد می‌دهد. چرای چرخشی به ویژه مؤثر است زیرا چرندگان روی ساقه‌های جوان‌تر و نرم‌تر گیاهان بهتر عمل می‌کنند. بسته به اینکه زمان چرخش از چرخه زندگی انگلی کوچک‌تر یا بزرگ‌تر باشد، این سیستم‌ها ممکن است انگل‌ها را رها کنند یا نگذارند تا از بین بروند و نیاز به کرم‌زدایی را به حداقل برسانند.